# Basil Lubbock
Alfred Basil Lubbock (9 settembre 1876 – Seaford, 4 settembre 1944) è stato un navigatore e scrittore britannico.

## Biografia
Fu navigatore, membro della Society for Nautical Research e scrittore enciclopedico di temi navali e storico della navigazione a vela.
Ebbe una lunga e attiva amicizia con il capitano Wilfred Dowman, ex armatore del Cutty Sark; da quella amicizia scaturì l'opera Log of the Cutty Sark.
Sono due le opere che trattano del celebre clipper:
- Log of the Cutty Sark, Glasgow, 1924, ed. 	James Brown and Son
- Sail - The Romance of the Clipper Ships, 3 voll., 1932, ed. Grosset & Dunlap

Edizioni in italiano:
- I clipper: l'età dell'oro della vela, testo di Basil Lubbock ; illustrazioni di Jack Spurling; presentazione di Alan Villiers; con un'appendice sui velieri italiani di Tomaso Gropallo. Milano, Rizzoli, 1976.